# جو روبو
جو روبو (به انگلیسی: Joe Rubbo) (زاده ۲۶ ژوئیهٔ ۱۹۶۳) بازیگر آمریکایی است.
از فیلم‌های معروف او می‌توان به بازی در فیلم آخرین باکره آمریکایی اشاره کرد.